# アリー・デ・ヨング

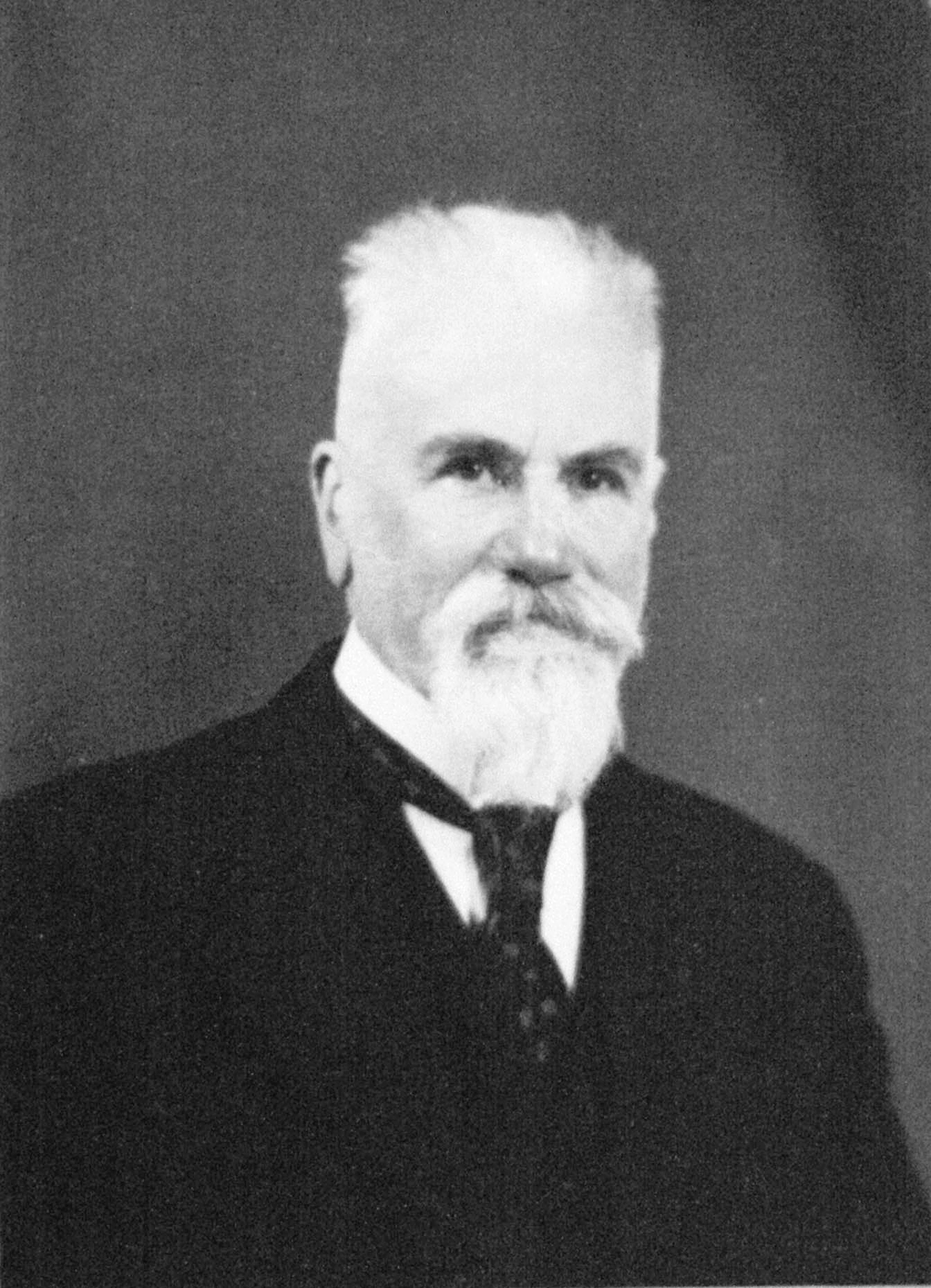
アリー・デ・ヨング

アリー・デ・ヨング（蘭:Arie de Jong 1865年10月18日 - 1957年10月12日）は、ヨハン・マルティン・シュライヤーの発明した人工言語ヴォラピュクの熱心な支持者であり、1920年代にオランダを中心して起きたヴォラピュク復興の立役者であった。彼は改造版ヴォラピュクを発表して、文法書（Gramat Volapüka）や、ドイツ語ヴォラピュク辞典（Wörterbuch der Weltsprache）を編纂、出版し、現代ヴォラピュクに大きな影響を与えた。また、他の支持者とともに、オランダ万国ヴォラピュク愛好会（Volapükaklub Valemik Nedänik）を始めたり、ヴォラピュク愛好会同盟万国本部（Diläd valemik Feda Volapükaklubas）を創設した。オランダ語話者のためのヴォラピュク新聞（Volapükagased pro Nedänapükans）を発行して編集に携わった。また、文学の翻訳にも努めて、新約聖書(DIATEK NULIK)をギリシャ語から翻訳した。

## 来歴
アリー・デ・ヨングは1865年10月18日に、オランダ領東インドのバタビア（現在のジャカルタ）で生まれた。1873年に家族の引っ越しに伴い、オランダに戻り、ライデン大学で医学を学び、医学博士の学位を取った。1891年3月にオランダ軍の医療将校となり、1892年に生まれ故郷のオランダ領東インドに配属された。マカッサル、ボンタイン、アチェ、シンタン、スマラン、ウンガラン、ジョグジャカルタ、マゲラン、バンジャルマシン、スラバヤなどの地域を転々として、医療将校として熱帯病と戦いにおいて重要な役割を果たした。1914年には、高位の医療高級将校になった。
一方で、結婚生活は恵まれなかった。最初の結婚は、1892年だったが、同年に東インドへ向かう船上で妻を病気で亡くした。1898年に再婚をした。子どもは生まれたものの、二人とも死亡（一人は病気、一人は死産）。さらに2度目の妻も、1919年に死亡した。同年に、デ・ヨングはオランダに帰国し、ハーグに定住することになった。三度目の結婚は1921年で、3人の子どもに恵まれた。

## ヴォラピュク
人工言語ヴォラピュクとの出会いは1891年3月20日であった（医療将校になった一週間後）。当時25歳であったデ・ヨングはヴォラピュク教師免許を獲得し、その10ヶ月後にヴォラピュク専任講師免許を得た。また1893年にはヴォラピュク教授となる。オランダ領東インドに赴任した後も、ヴォラピュクへの関心を失わずに、ヴォラピュク使用者たちと文通を交わしたり、ヴォラピュクの新聞とやりとりを行っていた。1901年には、ヴォラピュク学会会員となった。

## 著作
- 「Gramat Volapüka」 ヴォラピュク学士院の正式な許可を得て出版された初版本。1931年、オランダ。
- 「Wörterbuch der Weltsprache」　ドイツ語圏のためのヴォラピュク辞典。1931年、オランダ。